# Újcsongvaitelep
Újcsongvaitelep románul: Teleac, falu Romániában, Fehér megyében.

## Fekvése
Drombár közelében fekvő település.

## Története
A falu északkeleti részén folytatott régészeti ásatások a Hallstatti kultúra nyomait tárták fel. Dombár és Újcsongvaitelep között, a Maros partján a géta-dák Zidava erődítés maradványai találhatók.
Újcsongvaitelep korábban Drombár része volt, 1956 körül vált külön 338 lakossal.
1966-ban 402, 1977-ben 425, 1992-ben 385, a 2002-es népszámláláskor 376 román lakosa volt.